# Bad trip
Bad trip ('viagem ruim' em inglês) é o termo (gíria) que representa as sensações fisiológicas e psicológicas desagradáveis provocadas pelo uso de substâncias psicoativas durante os efeitos psicotrópicos.
Não existe uma definição clara sobre o que constitui uma bad trip. Além disso, conhecimentos sobre a causa e predisposição são limitados. Estudos existentes sugerem que possíveis efeitos adversos incluem, ansiedade, pânico, despersonalização, dissolução do ego, paranoia, e sintomas fisiológicos como tontura e palpitações. No entanto, a maioria dos estudos indicam que o set e setting do uso da substância influenciam em como as pessoas reagem a ela.
Às vezes, são causadas por fatores internos; como o estado mental que o usuário já apresentava antes do consumo e a droga ampliou. Outras vezes são causadas por agentes externos que refletem no estado do usuário durante a trip.
Na grande maioria das vezes são apenas "confusões mentais" causadas pela substância e podem se dissipar com o tempo. Porém podem gerar desconforto físico forte e, se não controladas podem causar alucinações perturbadoras, dores no corpo, aumento da frequência cardíaca, medo, pânico, despertar fobias, e causar até psicoses agudas em pessoas mentalmente instáveis naturalmente.
Um sintoma comum de bad trip é o usuário se sentir perseguido, ou preso à viagem, e teme nunca mais ficar são novamente.

## Efeitos
Uma infinidade de reações pode ocorrer durante uma crise psicodélica. Alguns usuários podem experimentar uma sensação geral de medo, pânico ou ansiedade. Um usuário pode ficar sobrecarregado com a desconexão que muitos psicodélicos causam e temer que eles fiquem loucos ou nunca retornem à realidade. O medo que se sente durante uma viagem ruim tem um caráter psicótico, pois vem de dentro da mente do viajante e não do ambiente externo. Por exemplo, durante a primeira viagem de ácido de Albert Hoffman, ele alucinou que sua vizinha havia se transformado em um demônio maligno, quando na verdade ela era apenas uma mulher amigável tentando ajudá-lo.[carece de fontes?]
Esses fatores podem levar ao usuário desencadear doenças psicológicas já preexistentes como síndrome do pânico, transtornos e até mesmo levá-lo ao suicídio. Esses fatores variam de pessoa para pessoa, há pessoas que usam e não têm nenhuma consequência e outras que na primeira vez podem ter uma "viagem sem volta" e acabar por desenvolver um distúrbio.
Para evitar a bad trip, é preciso não ingerir muita droga em um curto período de tempo, ou quando se está sozinho, ou quando se está em lugares muito fechados, pois quando se está sozinho é que nossos medos aparecem e nossa mente nos controla. Pessoas que sofrem de uma bad trip podem achar a experiência extremamente parecida com um ataque de pânico, e desenvolver transtornos de ansiedade como transtorno de desrealização, transtorno de ansiedade generalizada (TAG) entre outros.[carece de fontes?]

## Intervenção
Geralmente, uma pessoa que passa por uma crise psicodélica pode ser ajudada a resolver o impasse, contorná-lo ou, se isso não ocorrer, encerrar a experiência. Os pensamentos de uma pessoa antes de tomar ou enquanto está sob a influência do psicodélico, muitas vezes influenciam muito a viagem.
O tratamento médico consiste em terapia de suporte e minimização de estímulos externos. Em alguns casos, a sedação é usada quando necessário para controlar o comportamento autodestrutivo ou quando ocorre hipertermia. O diazepam é o sedativo usado com mais frequência para esse tratamento, mas outros benzodiazepínicos como o lorazepam também são eficazes. Esses sedativos apenas diminuirão o medo e a ansiedade, mas não subjugarão as alucinações. Em casos graves, os antipsicóticos como o haloperidol podem reduzir ou interromper as alucinações. Haloperidol é eficaz contra a intoxicação aguda causada por LSD e outras triptaminas, anfetaminas, cetamina e fenciclidina.

## Efeitos
Bad trips podem causar Transtorno perceptivo persistente por alucinógenos (HPPD).